# Jelek
Jelek (węg. Znaki) – czwarty album węgierskiej grupy muzycznej Omen. Album został nagrany w P Stúdió i wydany w 1994 roku przez Hungaroton-Start na MC i CD. Album zajął 22 miejsce na liście Top 40 album- és válogatáslemez-lista. W 2009 roku album został wznowiony przez Alexandra Records.

## Lista utworów
1. "Pokoli évek" (4:51)
2. "Koldusország kölyke" (3:53)
3. "Alagút az éjszaka" (3:01)
4. "Kurva vagy angyal" (3:46)
5. "Szeresd a csavargót" (3:42)
6. "Ne a pénz..." (4:19)
7. "A sötétség tombol" (4:05)
8. "Fagyott világ" (4:38)
9. "Várom a napot" (4:19)
10. "Jelek a mélyből" (4:36)
11. "Elég a harcból" (5:09)

## Wykonawcy
- András Ács – gitara basowa
- József Kalapács – wokal
- László Nagyfi – gitara
- Zoltán Nagyfi – perkusja
- Lajos Sárközi – gitara
- Zsolt Daczi – gitara (9)
- Attila Horváth – teksty

### Produkcja
- Miklós Küronya – inżynier dźwięku
- László Nagyfi – reżyser dźwięku
- László Göbölyös – zdjęcia